# 佛音
佛音是佛教重要術語。佛音是佛說梵音之略稱。佛教五明中，專門有關于佛說梵音的聲明。
佛說梵音，有三義：
一、解脫義。《維摩詰所說經》說:“佛以一音演說法， 眾生隨類各得解”。這裡是講，大聖釋迦牟尼佛祖以極終善性的慈悲和智慧，救渡眾生，一音演法，無量眾生，皆得解脫。佛說梵音, 解脫法門，百相萬行,令各眾生不為世出世法煩惱所動，無所畏懼自解脫。
二、天樂義。佛經記載，大聖釋迦牟尼佛祖在講經說法時常有“無量諸天作天伎樂。又有樂器、懸處虛空、如天寶幢、不鼓自鳴。”《妙法蓮花經》說：“妙音觀世音、梵音海潮音、勝彼世間音、是故須常念、念念勿生疑。”
意思是說，妙音觀世音將天上的梵樂下降人間，變化為海潮音。這宇宙自然的音樂，勝過一切世間的音。顯示佛音天樂的殊勝解脫之大用。
三、密咒義。佛說梵音密咒義，是指佛教密宗無量咒語稱為〝佛音〞。密咒為大聖釋迦牟尼佛祖極終善性的心田中所流露。是慈悲攝受和智慧渡眾的無量方便。